# أبوكاليبس: الحرب العالمية الثانية
أبوكاليبس: الحرب العالمية الثانية (بالفرنسية: Apocalypse, la 2e Guerre mondiale)‏، هي سلسلة أفلام وثائقية فرنسية مؤلفة من ستة أجزاء تناولت أحداث الحرب العالمية الثانية، السلسلة من إخراج دانيال كوستال وإيزابيل كلارك، قام الملحن كينجي كاواي بوضع الموسيقى التصويرية للسلسلة.

أذيعت أول مرة على قناة فرنسا 2 بين 8 و22 سبتمبر 2009، ثم نقلتها في الوطن العربي قناة قناة أبو ظبي وقام بالتعليق الصوتي على الأحداث المعلق الإذاعي محمد السعيد.

بعد هذا الفيلم الوثائقي تم إنتاج وثائقي ثاني وهو أبوكاليبس: هتلر في 2011 ثم وثائقي ثالث أبوكاليبس: الحرب العالمية الأولى وهو في 2014.

كانت مدة عرض الحلقة الواحدة 52 دقيقة، أي العرض الكلي لمدة ستة حلقات هو 312 دقيقة (أي 5 ساعات و20 دق).

في حدود مارس 2014، تم عرض الفيلم الوثائقي في 165 دولة وشاهده أكثر من مليار شخص.

## الحلقات
- العدوان (1933-1939): صعود النازية، وغزو بولندا.
- الهزيمة الساحقة (1939-1940): الحرب الزائفة، وسقوط بلجيكا والدنمرك، ومعركة فرنسا.
- الصدمة (1940-1941): معركة بريطانيا، وغزو يوغسلافيا، ومعركة اليونان، ومعركة كريت، عملية بارباروسا، وحملة الصحراء الغربية.
- العالم يشتعل (1941-1942): في الاتحاد السوفيتي، معركة سمولينسك ومعركة موسكو والحالة الزرقاء. وفي المحيط الهادئ، الهجوم على بيرل هاربر، ومعركة ميدواي، وحملة جوادالكانال.
- الإنزالات الكبيرة (1942-1943): أولى خسائر دول المحور: معركة ستالينجراد، ومعركة العلمين الثانية، وحملة تونس، والحملة الإيطالية، ومعركة كورسك.
- الجحيم (1944-1945): تحرير فرنسا، الغارات الجوية البريطانية-الأمريكية على أوروبا، ثم حملة ألمانيا، والهجوم النووي على هيروشيما وناجازاكي، وأخيرا استسلام اليابان.

## نسبة المشاهدة
في فرنسا، كل حلقة من الحلقات الأولى شاهدها 6.5 مليون شخص، وكل حلقة من الحلقتين الأخيرتين شاهدهما 8 ملايين شخص.

حتى مارس 2014، تم عرض الفيلم الوثائقي في 165 دولة في العالم، قال مخرج الفيلم دانيال كوستال أن عدد مشاهديه تجاوز ال1 مليار عبر العالم.

## القنوات الأخرى التي بثته
بعد البث في فرنسا عبر قناة فرنسا 2 التي أنتجت الفيلم الوثائقي، قامت قناة آر تي بي إف البلجيكية ببثه على ثلاث حلقات في 20 أغسطس و27 أغسطس و3 سبتمبر 2009. قناة التلفزيون السويسري الروماندي بثت الفيلم في 23 أغسطس و30 أغسطس و6 سبتمبر 2009. تم بثه عبر دي أر 2 الدنماركية في 2010.

في الوطن العربي تم بث الفيلم على ستة حلقات عبر قناة ناشونال جيوغرافيك أبو ظبي. في العالم عموما تم بث الفيلم كذلك عبر شبكة قنوات قناة ناشونال جيوغرافيك.

## الموسيقى
الموسيقى الأصلية للفيلم هي للياباني كينجي كاواي. رواي النسخة الفرنسية هو ماتيو كاسوفيتز. الموسيقى التصويرية هي قام بها جيلبار كورتوا.

## مقالات ذات صلة
- أبوكاليبس: هتلر.
- أبوكاليبس: الحرب العالمية الأولى.

## وصلات خارجية
- أبوكاليبس: الحرب العالمية الثانية على موقع IMDb (الإنجليزية)
- أبوكاليبس: الحرب العالمية الثانية على موقع نتفليكس (الإنجليزية)
- أبوكاليبس: الحرب العالمية الثانية على موقع فيلمافينيتي (الإسبانية)
- أبوكاليبس: الحرب العالمية الثانية على موقع ليتربوكسد (الإنجليزية)
- أبوكاليبس: الحرب العالمية الثانية على موقع كينوبويسك (الروسية)
- أبوكاليبس: الحرب العالمية الثانية على موقع ألو سيني (الفرنسية)
- أبوكاليبس: الحرب العالمية الثانية على موقع قاعدة بيانات الفيلم (الإنجليزية)

- صفحة الوثائقي على ناشونال جيوغرافيك أبوظبي.